# Reginald McKenna
Reginald McKenna (6 luglio 1863 – 6 settembre 1943) è stato un banchiere e politico britannico. Ricoprì le cariche di segretario di Stato per gli affari interni e di cancelliere dello Scacchiere durante il governo di Herbert Henry Asquith.